# Al-Mayassa bint Hamad bin Khalifa Al-Thani
Al-Mayassa bint Hamad bin Khalifa Al-Thani (Doha, 1983) é a irmã do Emir do Catar Tamim bin Hamad al-Thani, e filha do antigo Emir Hamad Bin Khalifa Al-Thani e sua segunda esposa Mozah bint Nasser al-Missned.
Al-Mayassa foi declarada a pessoa mais influente na arte pela ArtReview's Power 100, e aparece de forma proeminente no Time 100  e na Forbes's The World's 100 Most Powerful Women. Al-Mayassa atua como Presidente da Autoridade Museológica do Catar, e é relatado pela Bloomberg que seu orçamento de aquisição anual em nome da organização é estimado em US$ 1 bilhão.

## Educação
Xeica Al-Mayassa se graduou com um grau de Bacharel em Ciências Políticas e Literatura pela Universidade Duke (Durham, Carolina do Norte, EUA) em 2005.  Durante o ano letivo 2003-2004, ela estudou na Universidade de Paris 1 (Panthéon-Sorbonne) e no Instituto de Estudos Políticos de Paris (conhecido como Sciences Po).

## Carreira
Após a graduação, Xeica Al-Mayassa criou a ONG Reach Out To Asia. Esta organização é um esforço filantrópico inspirado no desejo de ajudar as vítimas de catástrofes naturais recentes na Ásia, proporcionando educação de qualidade. Também celebrou a realização dos Jogos Asiáticos de 2006 em Doha.
Xeica Al-Mayassa é a presidente da Autoridade Museológica do Catar, cujo CEO Edward Dolman anteriormente atuou como presidente da Christie's Internacional e foi responsável por cultivar importantes eventos culturais na região.  Ela foi extensivamente retratada no NY Times.
Ela também é presidente do Instituto de Cinema de Doha, que se associou ao Festival de Cinema Tribeca para produzir várias iterações anuais do Festival de Cinema Tribeca de Doha. Em fevereiro de 2013, eles anunciaram um fundo cinematográfico de US $ 100 milhões com a Participant Media, uma empresa de produção fundada pelo bilionário Jeffrey Skoll, que foi o primeiro empregado e também o primeiro presidente da empresa de leilões de internet eBay.

## Coleção de arte
A riqueza e o papel de Al-Mayassa como Presidente da Autoridade Museológica do Catar tornam-na influente entre os colecionadores de arte. A Bloomberg relatou que seu orçamento de aquisição em nome dos Museus do Catar é estimado em 1000 milhões de dólares por ano.
Al-Mayassa disse ter comprado a pintura mais cara do mundo, "Quando você casará?" de Paul Gauguin, em 2015, por US$ 300 milhões. Adquiriu, também, obras como: "Os Jogadores de Cartas" de Cézanne em 2012 por US$ 250 milhões, bem como o "Centro Branco (Amarelo, Rosa e Lavanda em Rosa)" de Mark Rothko, em 2007, por US $ 70 milhões e obras de Damien Hirst, Jeff Koons, Andy Warhol, Roy Lichtenstein e Francis Bacon.
Ela realizou grandes exposições no Catar com Takashi Murakami, Richard Serra e Damien Hirst (subscrevendo sua exposição primeiro no Tate Modern antes de abrir em Doha). A Xeica supervisiona uma vasta gama de museus, incluindo o Museu de Arte Islâmica de Doha. Um museu nacional do Catar e um museu orientalista de Jean Nouvel projetados por Herzog & de Meuron estão programados para serem abertos nos próximos anos.
Xeica Al-Mayassa participou da TED Talks em fevereiro de 2012, onde destacou a importância do impacto social da arte. Ela afirmou que seu objetivo era criar uma coleção local de arte para contribuir na formação da identidade nacional do Qatar.

## Família
Xeica Al-Mayassa é a irmã do Emir do Catar, Tamim bin Hamad Al Thani. Seu pai Xeique Hamad bin Khalifa Al-Thani é o ex Emir, e a mãe Xeica Mozah bint Nasser Al-Missned, a segunda esposa do ex-Emir
A mãe da Xeica Al-Mayassa, Xeica Mozah, é responsável pela abertura de campi de várias instituições acadêmicas de classe mundial em Doha, incluindo Virginia Commonwealth University, Universidade Carnegie Mellon, Universidade de Georgetown, Universidade Northwestern, Texas A&M University e Weill Cornell Medical College e a Universidade de Calgary no Catar.
Seu irmão Xeique Mohammed bin Hamad bin Khalifa Al Thani é o presidente da candidatura vencedora do Qatar para a realização da Copa do Mundo FIFA de 2022 em Doha.
O pai de Al-Mayassa fundou a Al Jazira e estabeleceu a Autoridade de Investimentos do Catar, um fundo de riqueza soberana para administrar os excedentes de petróleo e gás natural do país. A Autoridade de Investimento do Qatar e suas subsidiárias adquiriram muitas empresas no exterior, incluindo a loja de departamentos icônica de Londres, Harrods, do empresário Mohamed Al-Fayed, loja de departamentos Printemps de Paris, clube de futebol francês Paris Saint-Germain Football Club, participação de 10% na Porsche,  dentre outro investimentos!

### Casamento e filhos
Xeica Al-Mayassa casou-se com o xeique Jassim bin Abdul Aziz Al-Thani no palácio Al-Wajbah, Doha, em 6 de janeiro de 2006. Xeique Jassim é um filho mais velho do xeique Abdul Aziz bin Jassim bin Hamad Al-Thani, tornando-os primos segundos. Juntos, eles têm três filhos e uma filha.
- Xeique Mohammed bin Jassim bin Abdulaziz Al Thani.
- Xeique Hamad bin Jassim bin Abdulaziz Al Thani.
- Xeique Abdulaziz bin Jassim bin Abdulaziz Al Thani.
- Xeica Norah bint Jassim bin Abdulaziz Al Thani